# Audiologi
Audiologi är läran om hörseln. Namnet kommer ifrån latinets ord audio och det grekiska ordet logos, vilket på svenska blir läran om hörseln.
En läkare som är specialist i hörsel- och balansrubbningar kallas audiolog och utreder sjukdomar som lett till hörselnedsättning och yrsel- och balansproblem. Specialisten föreslår behandling och rehabilitering utefter de behov som patienten har. Här måste man samarbeta med många andra yrkeskategorier såsom audionom, hörselpedagog, kurator, forskare, sjukgymnast, psykolog och i många fall även andra läkarspecialister.

## Yrkesroller

### Audiolog
Audiologer är specialutbildade öra-, näsa-, halsläkare med särskild inriktning på hörsel och balans. En öra-, näsa-, halsläkare utan specialutbildningen kan också utreda och behandla balans och hörselsjukdomar. Audiologen har fördjupad kunskap om rehabilitering och utredning av dessa sjukdomar.

### Audionom
Audionomer är utbildade tvärvetenskapligt inom teknologi, beteendevetenskap och medicin, med inriktning på hörsel. Audionomen utför hörselmätningar samt rehabilitering/habilitering för patienter med hörselnedsättning. Till exempel kan ett besök hos en audionom vara en behovsutredning, hjälpmedelsutprovning eller utvärdering. Dessutom har audionomen en pedagogisk roll för undervisning om hörsel och hörselskador. Audionom är en skyddad yrkestitel som kräver yrkeslegitimation.

### Hörselpedagog
Hörselpedagogen har oftast en lärarutbildning i grunden och har vidareutbildat sig som specialpedagog inom hörsel. Hörselpedagogen kan arbeta med elever i skolmiljö i form av handledning till eleven och övrig personal samt stöd för eleven i undervisningen. Utöver det kan hörselpedagogen även arbeta med vuxna, det kan ske både i grupp eller individuellt. Vid ett besök hos en hörselpedagog kan man till exempel få hjälp med sin hörselnedsättning genom stödsamtal eller information till familj och arbetsplats, de kan även erbjuda Tecken som stöd till tal (TSS). Om man har besvär med tinnitus eller ljudkänslighet kan hörselpedagogen erbjuda stödsamtal, KBT och avspänning som stresshantering.

## Mätningar

### Tonaudiometri
Vid tonaudiometri sitter patienten i ett ljudisolerat rum och lyssnar på toner med olika frekvenser och ljudstyrkor. Varje gång patienten hör en ton ska hen trycka på en knapp. Tonerna ligger inom frekvensområdet 125 Hz till 8000 Hz. Ljudets intensitet kan mätas från -10 dB HL (decibel hörselnivå) till 125 dB HL. Om det finns en betydligt större hörselnedsättning på ena örat kan det vara nödvändigt att lägga på brus på örat med bättre hörsel, för att förhindra att tonen uppfattas av det örat. Tonaudiometri kan utföras genom luftledningsmätning och benledningsmätning. Vid luftledningsmätningar får patienten hörlurar på sig och ljudet går genom hörselgången, och skapar rörelse i mellanörat och innerörat. Vid benledningsmätning sätts en benledare på skallbenet bakom örat. Benledaren vibrerar och ljudet går direkt in till innerörat genom skallbenet. 
Genom att använda både luft- och benledningdmätningar kan man se var skadan ligger i örat. Om patienten svarar liknande på luft- och benledningsmätningarna finns skadan i innerörat, men om patienten reagerar bra på benledningen men sämre på luftledningen då finns skadan i mellanörat. 

### Talaudiometri
Talaudiometri mäter hur tal uppfattas. Undersökningen kan göras både i tystnad och i bakgrundsbrus. Detta innebär att talaudiometri ger bättre information om patientens hörselförmåga i vardagliga situationer än vad tonaudiometri gör. Det två vanligaste talmätningarna som finns är maximal taluppfattning och tal-i-brus.
Maximal taluppfattning utförs med luftledning. Patienten sitter i ett ljudisolerat rum och lyssnar på enstaviga ord. Patienten får höra en mening som låter så: Nu hör ni.. och så kommer testordet t.ex. Nu hör ni tåg. Patienten ska upprepa sista ordet i meningen. Ofta används 25 ord men de säkraste resultaten är vid test av 50 ord. Andelen rätta svar beräknas i procent och det används som resultat.
Tal-i-brus utförs på samma sätt som testet för maximal taluppfattning. Skillnaden är dock att samtidigt som meningarna spelas upp, läggs ett bakgrundsbrus till som är 4 decibel (dB) starkare än talet. Ljudnivån på talet ska justeras så att patienten upplever den som lagom. Resultatet jämförs med det förväntade utfallet baserat på patientens grad av hörselnedsättning och ålder. Tal-i-brus används eftersom testet för maximal taluppfattning inte alltid kan urskilja skillnader mellan patienter med hörsel inom normalområdet och de med hörselnedsättning. Bruset gör det däremot betydligt svårare för personer med hörselnedsättning att uppfatta talet.

### Tympanometri
Tympanometri undersöker trumhinnans rörlighet samt trycket i mellanörat. Undersökningen utförs med en tympanometer, en apparat som placeras tätt vid hörselgångens öppning. En svag ton spelas samtidigt som trycket i hörselgången förändras . Tympanometrin mäter hur ljudet reflekteras tillbaka, vilket gör det möjligt att bedöma trumhinnans rörelse. Om trumhinnan rör sig mindre än förväntat kan det bero på vätska eller undertryck i mellanörat .